# Рокі-Маутін-Хаус
Рокі-Маутін-Хаус (англ. Rocky Mountain House) — містечко в Канаді, у провінції Альберта, у складі муніципального району Клірвотер.

## Населення
За даними перепису 2016 року, містечко нараховувало 6635 осіб, показавши скорочення на 4,3%, порівняно з 2011-м роком. Середня густина населення становила 521,8 осіб/км².
З офіційних мов обидвома одночасно володіли 275 жителів, тільки англійською — 6 155, тільки французькою — 5, а 10 — жодною з них. Усього 410 осіб вважали рідною мовою не одну з офіційних, з них 20 — одну з корінних мов, а 10 — українську.
Працездатне населення становило 3 595 осіб (71% усього населення), рівень безробіття — 12,7% (16,2% серед чоловіків та 8,7% серед жінок). 89,8% осіб були найманими працівниками, а 9,3% — самозайнятими.
Середній дохід на особу становив $59 905 (медіана $39 923), при цьому для чоловіків — $86 745, а для жінок $34 900 (медіани — $61 824 та $27 536 відповідно).
30,1% мешканців мали закінчену шкільну освіту, не мали закінченої шкільної освіти — 23,7%, 46% мали післяшкільну освіту, з яких 24,5% мали диплом бакалавра, або вищий.
| Статево-вікова структура населення | Статево-вікова структура населення | Статево-вікова структура населення | Статево-вікова структура населення | Статево-вікова структура населення |
| ---------------------------------- | ---------------------------------- | ---------------------------------- | ---------------------------------- | ---------------------------------- |
|                                    |                                    |                                    |                                    |                                    |
| Всього                             | Всього                             | 48,0%52,0%                         |                                    |                                    |
| 0 — 14 років                       | 0 — 14 років                       |                                    | 19,7%                              | 19,7%                              |
| 15 — 64 років                      | 15 — 64 років                      |                                    | 64,7%                              | 64,7%                              |
| 65 і більше                        | 65 і більше                        |                                    | 15,7%                              | 15,7%                              |
| 85 і більше                        | 85 і більше                        |                                    | 2,7%                               | 2,7%                               |
| Середній вік (років)               | Середній вік (років)               | 37,440,3                           | 38,9                               | 38,9                               |
| Медіана (років)                    | Медіана (років)                    | 35,238,8                           | 36,9                               | 36,9                               |
| — чоловіки — жінки                 |                                    |                                    |                                    |                                    |

| Походження мешканців:     | Походження мешканців:     | Походження мешканців: | Походження мешканців: | Походження мешканців: |
| ------------------------- | ------------------------- | --------------------- | --------------------- | --------------------- |
| Походження                |                           |                       | осіб                  | %                     |
| Корінні американці        | Корінні американці        |                       | 585                   | 8.82%                 |
| Інше північноамериканське | Інше північноамериканське |                       | 2 020                 | 30.44%                |
| Європейське               | Європейське               |                       | 4 900                 | 73.85%                |
| британське                | британське                |                       | 3 435                 | 51.77%                |
| французьке                | французьке                |                       | 755                   | 11.38%                |
| українське                | українське                |                       | 435                   | 6.56%                 |
| Латинськоамериканське     | Латинськоамериканське     |                       | 20                    | 0.3%                  |
| Африканське               | Африканське               |                       | 50                    | 0.75%                 |
| Азійське                  | Азійське                  |                       | 335                   | 5.05%                 |
| Океанійське               | Океанійське               |                       | 10                    | 0.15%                 |

| Зайнятість населення за галузями (за класифікацією NOC): | Зайнятість населення за галузями (за класифікацією NOC): | Зайнятість населення за галузями (за класифікацією NOC): | Зайнятість населення за галузями (за класифікацією NOC): | Зайнятість населення за галузями (за класифікацією NOC): |
| -------------------------------------------------------- | -------------------------------------------------------- | -------------------------------------------------------- | -------------------------------------------------------- | -------------------------------------------------------- |
|                                                          |                                                          |                                                          |                                                          |                                                          |
| Управління                                               | Управління                                               |                                                          | 8,8%                                                     | 8,8%                                                     |
| Бізнес, фінанси та адміністрування                       | Бізнес, фінанси та адміністрування                       |                                                          | 11,1%                                                    | 11,1%                                                    |
| Природничі та прикладні науки                            | Природничі та прикладні науки                            |                                                          | 5,5%                                                     | 5,5%                                                     |
| Охорона здоров'я                                         | Охорона здоров'я                                         |                                                          | 6,3%                                                     | 6,3%                                                     |
| Освіта, правозахист, муніципальні та урядові служби      | Освіта, правозахист, муніципальні та урядові служби      |                                                          | 10,2%                                                    | 10,2%                                                    |
| Мистецтво, культура, відпочинок та спорт                 | Мистецтво, культура, відпочинок та спорт                 |                                                          | 2%                                                       | 2%                                                       |
| Роздрібна торгівля та послуги                            | Роздрібна торгівля та послуги                            |                                                          | 24,7%                                                    | 24,7%                                                    |
| Гуртова торгівля, транспорт та обладнання                | Гуртова торгівля, транспорт та обладнання                |                                                          | 18,7%                                                    | 18,7%                                                    |
| Природні ресурси, сільське господарство                  | Природні ресурси, сільське господарство                  |                                                          | 6,6%                                                     | 6,6%                                                     |
| Виробництво                                              | Виробництво                                              |                                                          | 6,2%                                                     | 6,2%                                                     |

## Клімат
Середня річна температура становить 2,7°C, середня максимальна – 21,3°C, а середня мінімальна – -18,5°C. Середня річна кількість опадів – 557 мм.
| Клімат поселення                              | Клімат поселення | Клімат поселення | Клімат поселення | Клімат поселення | Клімат поселення | Клімат поселення | Клімат поселення | Клімат поселення | Клімат поселення | Клімат поселення | Клімат поселення | Клімат поселення | Клімат поселення |
| Показник                                      | Січ.             | Лют.             | Бер.             | Квіт.            | Трав.            | Черв.            | Лип.             | Серп.            | Вер.             | Жовт.            | Лист.            | Груд.            |                  |
| Середній максимум, °C                         | −5,32            | −1,88            | 3,08             | 9,85             | 15,44            | 19,38            | 21,31            | 20,98            | 15,93            | 11,00            | 2,16             | −3,6             |                  |
| Середня температура, °C                       | −11,88           | −8,47            | −3,51            | 3,26             | 8,85             | 12,81            | 15,14            | 14,82            | 9,76             | 4,84             | −3,98            | −9,76            |                  |
| Середній мінімум, °C                          | −18,46           | −15,04           | −10,08           | −3,32            | 2,28             | 6,23             | 8,98             | 8,65             | 3,60             | −1,33            | −10,14           | −15,94           |                  |
| Норма опадів, мм                              | 20               | 16               | 21               | 28               | 63               | 89               | 113              | 72               | 74               | 25               | 19               | 17               |                  |
| Середньомісячна швидкість вітру, м/с          | 2.71             | 2.84             | 3.00             | 3.14             | 3.10             | 2.90             | 2.70             | 2.50             | 2.70             | 2.88             | 2.80             | 2.70             |                  |
| Середньомісячна сонячна радіація, кДж/м²·день | 3766             | 7238             | 12324            | 17006            | 20461            | 21759            | 22447            | 18985            | 13034            | 7792             | 3967             | 2885             |                  |
| --------------------------------------------- | ---------------- | ---------------- | ---------------- | ---------------- | ---------------- | ---------------- | ---------------- | ---------------- | ---------------- | ---------------- | ---------------- | ---------------- | ---------------- |
| Джерело:                                      |                  |                  |                  |                  |                  |                  |                  |                  |                  |                  |                  |                  |                  |

## Уродженці
- Грег Джолі — канадський хокеїст.